# Ruanda-Urundi
Ruanda-Urundi foi um território da Bélgica, sob Mandato da Liga das Nações e posteriormente Protetorado das Nações Unidas, entre 1924 e 1962, ano em que resultou nos estados independentes de Ruanda e do Burundi. 

## História
Os reinos de Ruanda e do Burundi foram anexados pela Alemanha, junto com outros estados da região africana dos Grandes Lagos, no final do século XIX e início do século XX. Embora pertencesse à África Oriental Alemã, a presença alemã na região era mínima. 
Durante a Primeira Guerra Mundial, a região foi conquistada pelas forças do Congo Belga, em 1916. O Tratado de Versalhes dividiu a África Oriental Alemã, passando a maior parte do território a ser conhecida como Tanganica, que foi colocado nas mãos da Grã-Bretanha, enquanto que a parte ocidental correspondia a Bélgica. Formalmente, esta parte é conhecida como Territórios Belgas Ocupados da África Oriental. Em 1924, tornou-se Ruanda-Urundi, quando a Liga das Nações emitiu um mandato formal para garantir o controle total da área. 
A presença belga no território era muito maior do que a alemã, especialmente em Ruanda. Pelas regras do mandato, a Bélgica teria que contribuir para o desenvolvimento dos territórios e prepará-los para a independência, porém exploraram o território economicamente, obtendo lucros para a metrópole sem a devida contraparte nos territórios africanos. O cultivo do café foi uma das principais atividades econômicas. 
Para implementar seu sistema, os belgas usaram a estrutura de poder indígena que consistia de uma classe dirigente tutsi, que governava a maioria da população hutu. Os administradores belgas acreditavam nas teorias raciais da época e convenceram os tutsis que estes eram racialmente superiores. Embora antes da colonização os hutus tenham desempenhado um papel importante no governo, os belgas simplificaram os assuntos estratificando a sociedade por critérios raciais. A ira diante da opressão e do desgoverno se dirigiu à elite tutsi, ao invés do aparentemente distante poder colonial. Estas divisões teriam grande importância décadas após a independência.
Após a dissolução da Liga das Nações, a região tornou-se um território sob tutela das Nações Unidas em 1946. Isto incluía a promessa belga de preparar as áreas para a independência, mas acreditava que levaria décadas até estarem prontas para o autogoverno. 
A independência veio em grande parte devido aos eventos que ocorreram em outras regiões. Na década de 1950 surgiu um movimento pela independência no Congo Belga, e a Bélgica se convenceu de que não poderia controlar o território. Em 1960, o maior vizinho de Ruanda-Urundi tornou-se independente. Após dois anos de preparação, a colônia ganhou a independência em 1 de julho de 1962, divididos em Ruanda e Burundi. Levou mais dois anos para que os dois tivessem um governo totalmente separado. 